# Савицька Анна
А́нна Дзялак-Савицька (нар. 11 листопада 1980, Львів) — українсько-швейцарська скрипалька.

## Біографія
Народилася Анна Савицька 11 листопада 1980 року у Львові. Закінчила Львівську державну музичну академію по класу Володимира Заранського (2004).
З 2005 року навчалася в аспірантурі Віденської музичної академії у Дори Шварцберг. Також брала майстер-класи у Захара Брона, Ігоря Безродного, Ігора Озима, Іврі Гітліса та ін.
З 1990 року бере участь в міжнародних конкурсах.
2001 року перемогла у Міжнародному конкурсі скрипалів імені Вацлава Хумла в Загребі;
2003 року — виграла Міжнародний конкурс імені Пабло Сарасате в Памплоні, отримавши приз від Володимира Співакова — скрипку Vincenzo Gagliano
У 2003 року гастролювала Україною та Європою. Брала участь в Першому міжнародному фестивалі диригентського мистецтва на честь 100-річчя Миколи Колесси (Львів, 2003), виконавши Третій концерт Каміля Сен-Санса і продемонструвавши, на думку критика, «широту музичного дихання, міць і розмах смичка, відсутність частого у скрипалів-чоловіків сентиментально-романтичного забарвлення цього віртуозного шедевра», а також у фестивалях «Два дні і дві ночі нової музики»(Одеса, 2011), Київ, «Віртуози»(Львів, 2011) та ін.
З 2008 року мешкає та працює у Швейцарії, викладає в Цюриху і в музичній школі кантону Тургау.

## Родина
Анна — донька знаного музикознавця, професора Наталії Швець-Савицької.
Дід Анни, Владислав Олександрович Швець (1926—2007) — професор, диригент, викладач класу труби у Львівській консерваторії ім. М. В. Лисенка.
Бабуся, Тамара Наумівна, — відомий у Львові лікар, психолог і логопед.
Одружена з Якубом Дзялаком, скрипалем польського походження. Сини Влад Дзялак і Марк Дзялак.